# Jarvis (otok)
Otok Jarvis (engl.: Jarvis Island) je mali otok u tihom oceanu, na sredini puta između Havaja i Kukovih otoka. Otok je nenastanjen i United States Fish and Wildlife Service upravlja njime.
Ima površinu od 4,5 km² i leži na koordinatima 0° 22′ 0" južne zemljopisne širine i 160° 3′ 0"  zapadne zemljopisne dužine.
Na otoku se nalazi i povremeno naselje Millersville. Nalazi se na zapadnoj otočkoj obali, na dijelu gdje se greben urezuje prema obali.